# Estación de Fenchurch Street
La estación de Fenchurch Street, también conocida como London Fenchurch Street, es una estación de ferrocarril de Londres situada en la esquina sureste de la City de Londres. Su nombre proviene de su proximidad a Fenchurch Street, una de las principales calles de la City. La estación y todos los trenes son operados por c2c. Los servicios emplean las líneas del ferrocarril de Londres y Blackwall (L&BR) y del ferrocarril de Londres, Tilbury y Southend (LTSR) a destinos del este de Londres y el sur de Essex, entre los que se incluyen Upminster, Grays, Basildon, Southend y Shoeburyness.
La estación se inauguró en 1841 para dar servicio a la L&BR y fue reconstruida en 1854 cuando la LTSR, una empresa conjunta entre la L&BR y la Eastern Counties Railway (ECR), comenzó a funcionar. La ECR también operaba trenes desde Fenchurch Street para aliviar la congestión en su otra terminal de Londres en Bishopsgate. En 1862 se creó la compañía Great Eastern Railway, que fusionó varias compañías ferroviarias que operaban en Anglia Oriental (incluida la ECR) y compartió la estación con el LTSR hasta 1912, año en que fue adquirida por la Midland Railway. La estación pasó a ser propiedad de la London & North Eastern Railway (LNER) tras la Ley de Ferrocarriles de 1921, y fue compartida por LNER y London Midland & Scottish Railway (LMS) hasta su nacionalización en 1948. La línea de la estación fue electrificada en 1961, y se cerró durante siete semanas en 1994.
Fenchurch Street es una de las estaciones de fin de trayecto más pequeñas de Londres en términos de andenes, pero una de las que soporta un mayor tráfico. No tiene intercambio directo con el metro de Londres. Los planes para conectarla con la red se estancaron a principios de la década de 1980 debido a la falta de progreso en la Jubilee Line, pero está cerca de Tower Hill en el metro y de Tower Gateway en el Docklands Light Railway.